# Осієцький зоопарк і акваріум
Осієцький зоопарк і акваріум (хорв. Zoološki vrt i akvarij grada Osijeka) — міський зоопарк і акваріум, розташований у хорватському місті Осієку. Будучи одним із 3-х хорватських зоопарків, Осієцький є найбільшим.
Розташований на лівому березі річки Драва у тихій і спокійній зоні, віддаленій від міського шуму, повній зелені і свіжого повітря, що робить зоосад справді місцем для спокійного життя тварин, а також місцем для відпочинку й дозвілля городян і гостей Осієка.
Зоопарк в Осієку був створений у 1955 році, і до 1966 залишався самостійною установою, надалі перебував і перебуває тепер у комунальній власності.
Нині це один з трьох хорватських зоопарків, причому найбільший з них — його площа становить 11 Га. На цій території утримуються близько 650 тварин близько 100 біологічних видів. Щороку (2000-ні) Осієцький зоопарк і акваріум відвідують близько 100 тисяч осіб.

## Виноски
1. ↑  
Зоологічний сад міста Осієка. zoo-osijek.hr. Зоологічний сад міста Осієка. Архів оригіналу за 31-10-2012. Процитовано 10-07-1011.(англ.)
2. 1 2 3 4  
Корисна інформація для відвідувачів. zoo-osijek.hr. Зоологічний сад міста Осієка. Архів оригіналу за 31-10-2012. Процитовано 10-07-1011.(англ.)